# Homokos (település)
Homokos (szerbül Мраморак / Mramorak, románul Mramorac, németül Mramorak) település Szerbiában, a Vajdaságban, a Dél-bánsági körzetben, Kevevára községben.

## Fekvése
A delibláti-homokpuszta délnyugati szélén, Kevevárától északra, Dolova, Homokbálványos és Deliblát közt fekvő település.

## Története
Homokos, Mramorak csak a 18. század végén települt.
1723-1725. között gróf Mercy térképén Bramorák néven puszta, a pancsovai kerületben. 1761-ben Pramorák alakban szerepelt a térképen. 1770-1773. között Mária Terézia rendeletére átengedték a német-szerb határőröknek. Ekkor németek és szerbek telepedtek le a helységben. Román lakosai pedig 1805-ben költöztek ide, a mai Dézsánfalváról. 
1873-ban Temes vármegyéhez csatolták.

## Népesség
1910-ben  4714 lakosából 80 fő magyar, 2156 fő német, 10  fő szlovák, 1256 fő román, 4 fő horvát, 1058 fő szerb, 99 fő egyéb (legnagyobbrészt cigány) anyanyelvű volt. Ebből 131 fő római katolikus, 14 fő református, 2056 fő ág. hitv. evangélikus, 2382 fő görögkeleti ortodox, 1 fő izraelita, 79 fő egyéb (felekezeten kívüli "nazarénus") vallású volt. A lakosok közül 2961 fő tudott írni és olvasni, 356 lakos tudott magyarul. [forrás?]

### Demográfiai változások
| 1948 | 1953 | 1961 | 1971 | 1981 | 1991 | 2002 | 2011 |
| ---- | ---- | ---- | ---- | ---- | ---- | ---- | ---- |
| 4939 | 5204 | 5113 | 4411 | 3888 | 3597 | 3145 | 2690 |

## Nevezetességek

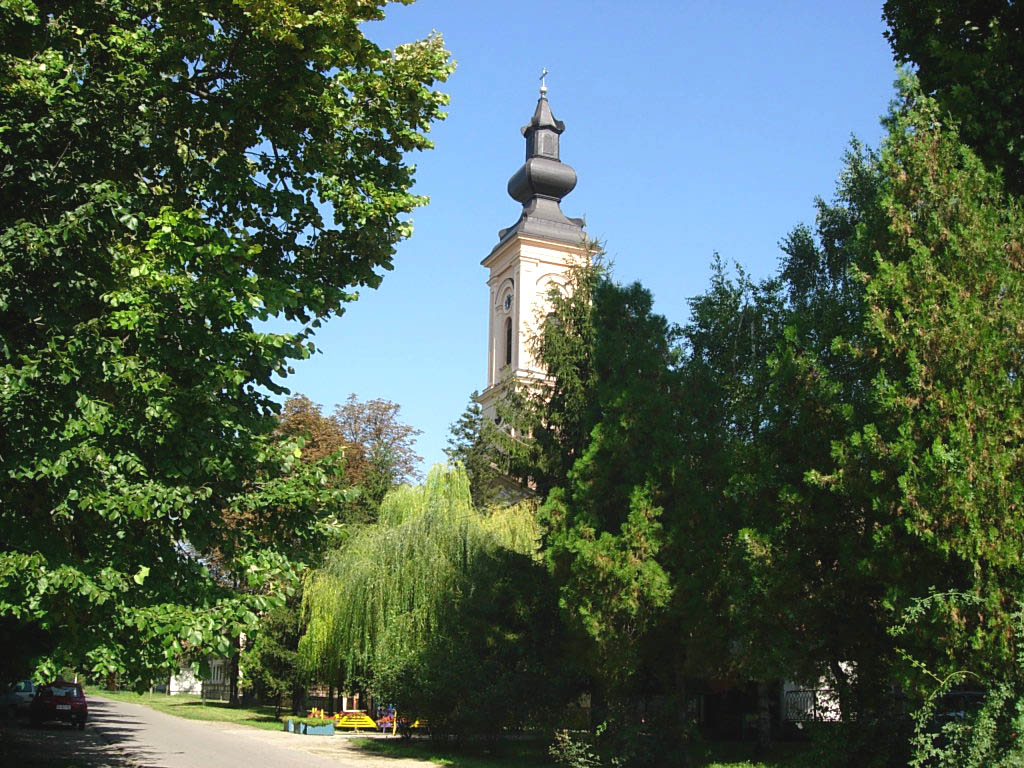
A görögkeleti (szerb) templom

- Evangélikus temploma - 1888-ban épült
- Görögkeleti (román) temploma - 1904-ben épült
- Görögkeleti (szerb) temploma - 1854-ben épült